# Gradiščak
Gradiščak este o localitate din comuna Juršinci, Slovenia, cu o populație de 31 de locuitori.